# Verkiezingen in Israël
Het parlement van Israël, de Knesset, wordt op basis van evenredige vertegenwoordiging gekozen. De Knesset bestaat uit 120 leden en wordt voor een termijn van vier jaar gekozen. De kiesdrempel is laag in Israël (3,25%), waardoor het gemakkelijk is voor kandidaten van kleine partijen om in het parlement te worden gekozen. Israël kent een meerpartijenstelsel. Omdat nog nooit in de geschiedenis van Israël één partij de meerderheid heeft behaald in het parlement, worden er na verkiezingen altijd coalities gevormd.
In 1992 werden er directe premiersverkiezingen ingevoerd. In 1996, 1999 en 2001 werd de premier direct gekozen. In 2001 werd dit systeem afgeschaft.

## Verkiezingen
- Israëlische parlementsverkiezingen 2022 - 25e Knesset
- Israëlische parlementsverkiezingen 2021 - 24e Knesset
- Israëlische parlementsverkiezingen 2020 - 23e Knesset
- Israëlische parlementsverkiezingen 2019 in september - 22e Knesset
- Israëlische parlementsverkiezingen 2019 in april - 21e Knesset
- Israëlische parlementsverkiezingen 2015 - 20e Knesset
- Israëlische parlementsverkiezingen 2013 - 19e Knesset
- Israëlische parlementsverkiezingen 2009 - 18e Knesset
- Israëlische parlementsverkiezingen 2006 - 17e Knesset
- Israëlische parlementsverkiezingen 2003 - 16e Knesset
- Israëlische parlementsverkiezingen 1999 - 15e Knesset
- Verkiezingen Constituerende Vergadering (1949)
- Directe premiersverkiezingen Israël 2001
- Directe premiersverkiezingen Israël 1999
- Directe premiersverkiezingen Israël 1996